# MD Helicopters MD 600N
El MD Helicopters MD600N es un helicóptero civil ligero utilitario diseñado en Estados Unidos. Es una versión alargada del MD520N con ocho plazas y sistema NOTAR.

## Diseño y desarrollo
McDonnell Douglas Helicopter Systems (MD Helicopters desde 1999) anunció por primera en 1994 que se estaba desarrollando una nueva versión alargada del MD520N, en ese momento designado MD 630N. El prototipo, un MD 530F modificado, hizo su primer vuelo el 22 de noviembre de 1994. McDonnell Douglas dio el visto bueno para la producción, renombró al aparato como MD600N en marzo de 1995.
McDonnell Douglas MD extendió el fuselaje del 520N mediante la inserción de un tapón de popa del mamparo de la cabina y se extiende el tubo de cola NOTAR. El fuselaje más grande permite un fila extra central de asientos. Otras diferencias en comparación con el MD 520N incluye un nuevo rotor principal de seis palas (el MD 520N tiene uno de cinco) y un motor más potente Allison (ahora Rolls-Royce) 250 turboeje.
El prototipo fue modificado para MD 600N estándar con un motor de producción estándar y cono de cola y voló por primera vez en noviembre de 1995, seguido del mes que viene por la producción de prototipos MD 600N en primer lugar. La certificación se concedió el 15 de mayo de 1997, y comenzó a entregas que en junio.
Tras la fusión de Boeing con McDonnell Douglas en 1997, Boeing vendió las líneas MD ex civiles de helicóptero a la holandesa RDM Holdings, a principios de 1999. Es el único helicóptero con el sistema NOTAR usado como grúa aérea.

## Especificaciones
Los datos del Directorio Internacional de Aviación Civil, 2003-2004
- Tripulación: 1-2
- Capacidad: 8 en total

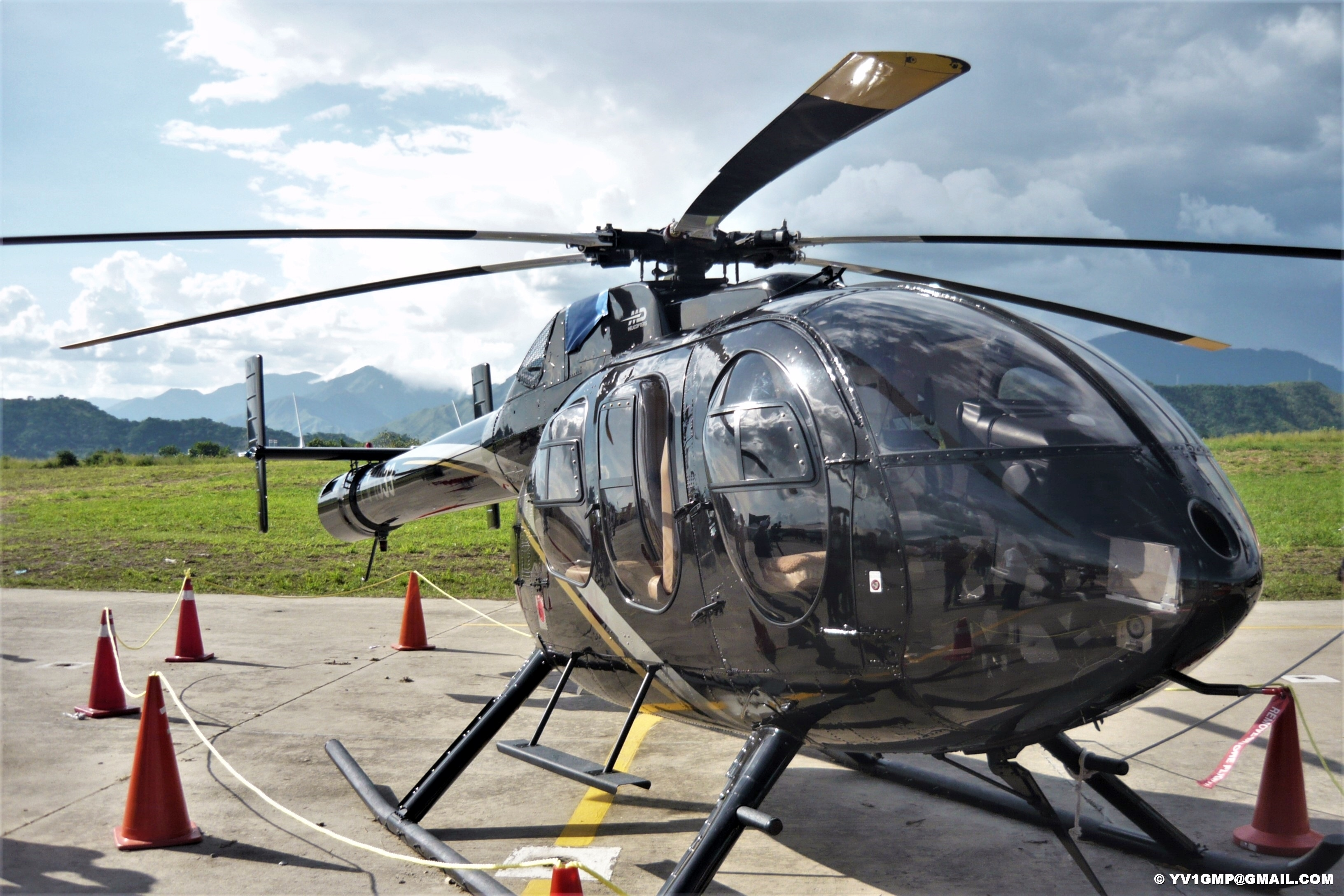
MD-600N con registro de cola YV1833 en la Base aérea Mariscal Sucre (SVBS) en Venezuela

- Longitud: 35 pies 5 pulgadas (11,79 m)
- Diámetro del rotor: 27 pies 6 pulgadas (8,38 m)
- Altura: 8 pies 9 pulgadas (2.65 m)
- Área del disco del rotor: 594,0 metros cuadrados (55,2 m²)
- Peso en vacío: 2.100 libras (952 kg)
- Peso máximo al despegue: 4.100 libras (1.860 kg)
- Planta motriz: 1 × Un Modelo de Allison 250-C47 turboeje, 600 CV (447 kW)

Rendimiento
- Velocidad máxima: 152 nudos (175 mph, 282 km / h)
- Velocidad de crucero: 135 nudos (155 mph, 250 km / h)
- Alcance: 232 nmi (267 millas, 429 km)
- Techo de vuelo: 18.700 pies (5700 m)
- Régimen de ascenso: 2.070 ft / min (10,5 m / s)